# Henry Augustus Pilsbry
Henry Augustus Pilsbry est un  malacologiste américain, né le 7 décembre 1862 à Iowa City et mort le 26 octobre 1957 à Lantana (Floride).

## Biographie
Il obtient son Bachelor of Sciences en 1882 à l’université de l'Iowa. Il travaille comme journaliste de 1882 à 1887 à Iowa City et à Davenport. En 1887, il devient assistant à l’Academy of Natural Sciences of Philadelphia (ANSP). De 1885 à 1895, il est conservateur de  conchyliologie au sein de la même institution. Il dirige la publication, de 1889 à 1932, du Manual of Conchology. À partir de 1897 et jusqu’en 1957, il est le conservateur de l’Académie.
Il fonde, en 1889, la revue Nautilus, qu’il dirige également jusqu’à sa mort. En 1899, il reçoit un titre de docteur honoris causa de l’université de l'Iowa. Pilsbry est le premier président de l’American Conchological Society.
Il fait paraître en 1916, The Sessile Barnacles (Cirripedia) Contained in the Collections of the U.S. National Museum; Including a Monograph of the American Species, suivi en 1927 de l’étude de mollusques récoltés au Congo belge qu’il fait paraître avec Joseph Charles Bequaert (1886-1982). Il reçoit, en 1928, le prix Joseph Leidy de l’ANSP.
En 1931, Pilsbry devient le premier président de l’American Malacological Union, dont il sera nommé président d’honneur en 1936-1937. Il fait paraître le premier volume en 1939 et le second en 1948 de ses Land Mollusca of North America (North of Mexico). En 1940, l’université de Pennsylvanie lui décerne un titre de docteur honoraire.
Pilsbry fait paraître près de trois mille publications, dont 1 200 dans son journal Nautilus. Il est l’auteur de plus de 6 000 nouvelles espèces.

## Source
- (en) Biographie de Charles H. Smith, Joshua Woleben et Carubie Rodgers